# Hypselodoris zephyra
Espèce
Hypselodoris  zephyra est une espèce de nudibranches de la famille des Chromodorididae.

## Répartition
Cette espèce se rencontre dans la zone tropicale ouest et centre de l'océan Pacifique.

## Habitat
Son habitat est la zone récifale externe, sur les sommets ou sur les pentes jusqu'à la zone des 30 m de profondeur.

## Description
Cette espèce peut mesurer plus de 6 cm.
Le corps est allongé et de forme ovale, la jupe du manteau est étroite sauf sur la face antérieure ou elle forme un voile au-dessus de la cavité buccale.
Le pied dépasse sur la partie antérieure formant une pointe.
La couleur de fond du pied et du manteau est crème à jaune pâle, avec de nombreux traits noirs longitudinaux et parallèles avec chez certains spécimens la présence de taches d'aspect violet entourant les traits.
Les rhinophores sont orange vif avec la pointe blanche opaque et le bouquet branchial sont blancs et surlignés d'orange.
Hypselodoris zephyra est très similaire à Hypselodoris nigrostriata mais diffère de la position des traits noirs. En effet, chez Hypselodoris zephyra ces traits noirs sont longitudinaux et parallèles alors que chez Hypselodoris nigrostriata ils sont en diagonale. En outre, l'extrémité apicale des rhinophores d’Hypselodoris zephyra sont blancs.

## Éthologie
Cet Hypselodoris est benthique et diurne, se déplace à vue sans crainte d'être pris pour une proie de par la présence de glandes défensives réparties dans les tissus du corps.

## Alimentation
Hypselodoris zephyra se nourrit principalement d'éponges.

## Classification
Le nom valide complet (avec auteur) de ce taxon est Hypselodoris zephyra Gosliner (d) & R.F. Johnson (d), 1999,.

### Étymologie
Son épithète spécifique, du latin zeplzyra, « Zéphyr », le vent chaud de l'Ouest, fait référence à sa présence dans les eaux tropicales du Pacifique ouest.

### Publication originale
- (en) Terrence M. Gosliner et Rebecca F. Johnson, « Phylogeny of Hypselodoris (Nudibranchia: Chromodorididae) with a review of the monophyletic clade of Indo-Pacific species, including descriptions of twelve new species », Zoological Journal of the Linnean Society, Linnean Society of London et OUP, vol. 125, no 1,‎ janvier 1999, p. 1-114 (ISSN 1096-3642 et 0024-4082, OCLC 01799617, DOI 10.1111/J.1096-3642.1999.TB00586.X, lire en ligne).